# Olga Gennadjewna Lipowskaja
Olga Gennadjewna Lipowskaja (russisch Ольга Геннадьевна Липовская; 9. Februar 1954 – 24. August 2021 in Sankt Petersburg) war eine russische Journalistin, Frauenrechtlerin und Übersetzerin.
Von 1989 bis 1991 war sie Herausgeberin des Samizdat „Zhenskoe chtenie“ („Frauenlektüre“). Seit 1992 war sie Leiterin des St. Petersburger Zentrums für Geschlechterfragen. Sie arbeitete als Journalistin und Übersetzerin. Sie übersetzte unter anderem Valerie Solanas’ SCUM Manifesto (Manifest „Society for Cutting Up Men“) und Valerie Brysons „Feminist Political Theory“. Von 1988 bis 1991 war sie Mitglied des Koordinierungsausschusses der Leningrader Sektion der Demokratischen Union.
In ihren letzten Lebensjahren unterstützte sie verschiedene feministische Projekte, darunter das Projekt FemInfoteka.
Sie verstarb am 24. August 2021 in Sankt Petersburg.